# Rand Miller
Rand Miller (Dallas, 17 januari 1959) is een Amerikaans computerspelontwikkelaar. Met zijn broer Robyn Miller richtte hij het bedrijf Cyan Worlds op in 1987, dat in 1993 groot succes had met het computerspel Myst.

## Carrière
Rand Miller begon als ontwerper van Cyan's eerste spellen The Manhole, Spelunx en Cosmic Osmo and the Worlds Beyond the Mackerel. In 1993 bracht Miller samen met zijn broer Robyn het spel Myst uit. Dit bleek een groot succes en er kwam een vervolg, genaamd Riven. Miller acteert in de spellen de rol van de goedaardige Atrus.
Na Riven werkte hij aan de vervolgdelen van de Myst-serie en werd uiteindelijk directeur van Cyan Worlds.
Miller werkte zeven jaar aan de ontwikkeling van het MMO avonturenspel Uru: Ages Beyond Myst dat in november 2003 verscheen. Commercieel bleek Uru een flop te zijn. De financiële middelen raakten op en het project werd stopgezet.
Na een onderbreking kondigde Miller in oktober 2013 via Kickstarter de ontwikkeling aan van het spel Obduction. Het project werd succesvol gefinancierd en is uitgebracht op 24 augustus 2016 voor Windows. Een versie voor macOS en de PlayStation 4 verschenen in 2017.
Wederom startte Miller in 2018 een nieuw spel dat hevig gebruik moet gaan maken van virtuele werkelijkheid. Het spel, getiteld Firmament, werd in april 2019 succesvol gefinancierd op Kickstarter.

## Werken
- Myst (1993)
- Riven (1995)
- Myst III: Exile (2001)
- Uru: Ages Beyond Myst (2003)
- Myst IV: Revelation (2004)
- Myst V: End of Ages (2005)
- Obduction (2016)